# HD36668
HD36668 — хімічно пекулярна зоря спектрального класу B7, що має видиму зоряну величину в смузі V приблизно  8,1.
Вона  розташована на відстані близько 1199,1 світлових років від Сонця.

## Фізичні характеристики
Телескоп Гіппаркос зареєстрував фотометричну змінність  даної зорі з періодом    2,12 доби в межах від  Hmin= 8,05 до  Hmax= 8,02.

## Пекулярний хімічний вміст
HD36668 належить до Хімічно пекулярних зір з пониженим вмістом гелію 
й в її  зоряній атмосфері спостерігається нестача He у порівнянні з його вмістом в атмосфері Сонця.

## Магнітне поле
Спектр даної зорі вказує на наявність магнітного поля у її зоряній атмосфері.
Напруженість повздовжної компоненти поля оціненої з аналізу
крил ліній Бальмера
становить  985,7± 447,5 Гаус.